# Pfarrhaus (Großbardorf)

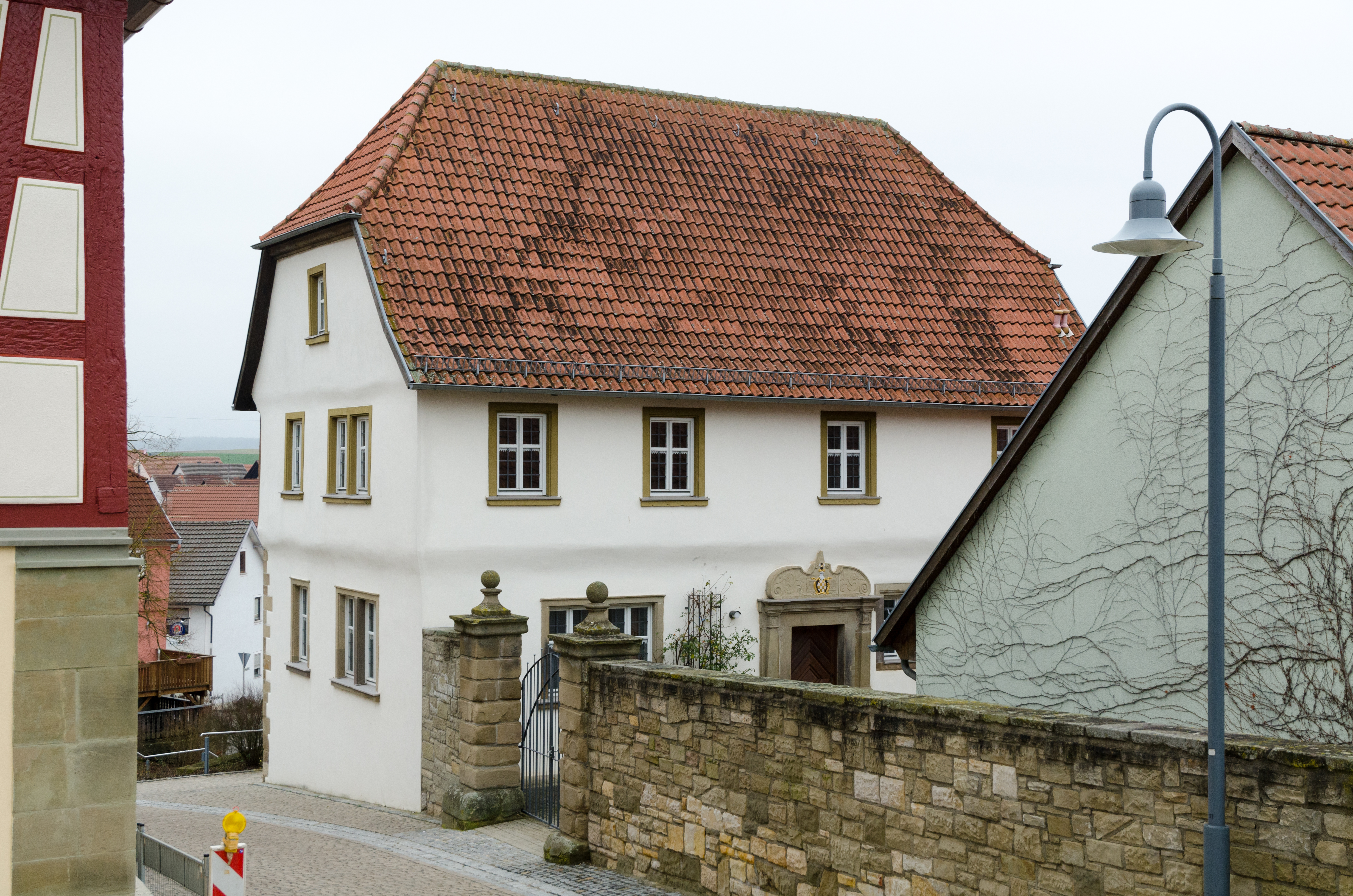
Das Pfarrhaus in Großbardorf

Das ehemalige Pfarrhaus in Großbardorf, einer Gemeinde im unterfränkischen Landkreis Rhön-Grabfeld, wurde im Jahr 1614 errichtet. Das Haus mit der Adresse Kirchhügel 8 ist ein geschütztes Baudenkmal.
Das Gebäude ist zweigeschossig mit Halbwalmdach. Das Erdgeschoss ist massiv gemauert; das Obergeschoss besteht aus teilweise verputztem Fachwerk. Das Hauptportal besitzt ein Giebelfeld mit Wappenstein und der Jahreszahl 1654.